# Rio-Erklärung über Umwelt und Entwicklung
Die Rio-Erklärung über Umwelt und Entwicklung, meist kurz Rio-Deklaration (engl. Rio Declaration on Environment and Development), ist das völkerrechtlich nicht verbindliche Ergebnis der Konferenz der Vereinten Nationen über Umwelt und Entwicklung (UNCED), die als sogenannter Erdgipfel 1992 in Rio de Janeiro stattfand. Inhalt sind 27 Grundsätze, die die Staaten bezüglich Politik, Gesetzgebung, Wirtschaft und Wissenschaft beachten sollen, um den Schutz der Umwelt und eine nachhaltige Entwicklung zu gewährleisten.